# Stati post-sovietici

Stati post-sovietici in ordine alfabetico:
1. Armenia
2. Azerbaigian
3. Bielorussia
4. Estonia
5. Georgia
6. Kazakistan
7. Kirghizistan
8. Lettonia
9. Lituania
10. Moldavia
11. Russia
12. Tagikistan
13. Turkmenistan
14. Ucraina
15. Uzbekistan

Gli Stati post-sovietici, oppure ex Repubbliche sovietiche, sono le nazioni indipendenti nate dopo la dissoluzione dell'Unione Sovietica nel 1991.

## Stati post-sovietici
Gli Stati appartenuti all'Unione Sovietica sono 15. Di seguito la lista degli Stati post-sovietici con le informazioni principali.
| Nazione      | Capitale | Data d'indipendenza | Popolazione | Superficie (km²) |
| ------------ | -------- | ------------------- | ----------- | ---------------- |
| Armenia      | Erevan   | 25 dicembre 1991    | 2 974 693   | 29 800           |
| Azerbaigian  | Baku     | 25 dicembre 1991    | 9 624 900   | 86 600           |
| Bielorussia  | Minsk    | 25 dicembre 1991    | 9 595 421   | 207 600          |
| Estonia      | Tallinn  | 20 agosto 1991      | 1 341 140   | 45 228           |
| Georgia      | Tbilisi  | 25 dicembre 1991    | 4 352 244   | 69 700           |
| Kazakistan   | Astana   | 25 dicembre 1991    | 17 498 145  | 2 724 902        |
| Kirghizistan | Biškek   | 25 dicembre 1991    | 5 334 223   | 199 945          |
| Lettonia     | Riga     | 6 settembre 1991    | 1 986 705   | 64 589           |
| Lituania     | Vilnius  | 6 settembre 1991    | 3 323 611   | 65 200           |
| Moldavia     | Chișinău | 25 dicembre 1991    | 3 572 885   | 33 843           |
| Russia       | Mosca    | 12 novembre 1991    | 146 544 710 | 17 125 191       |
| Tagikistan   | Dušanbe  | 25 dicembre 1991    | 6 878 637   | 143 100          |
| Turkmenistan | Aşgabat  | 8 dicembre 1991     | 5 240 072   | 488 100          |
| Ucraina      | Kiev     | 25 dicembre 1991    | 42 684 469  | 603 700          |
| Uzbekistan   | Tashkent | 25 dicembre 1991    | 27 444 702  | 447 400          |

Inoltre, ci sono altri Stati separatisti dai precedenti, a riconoscimento limitato ma de facto indipendenti.
- Abcasia (separatista dalla Georgia)
- Ossezia del Sud (separatista dalla Georgia)
- Transnistria (separatista dalla Moldavia)

## Raggruppamenti geografici
Russia
     Asia centrale
     Transcaucasia
     Europa orientale
     Paesi baltici

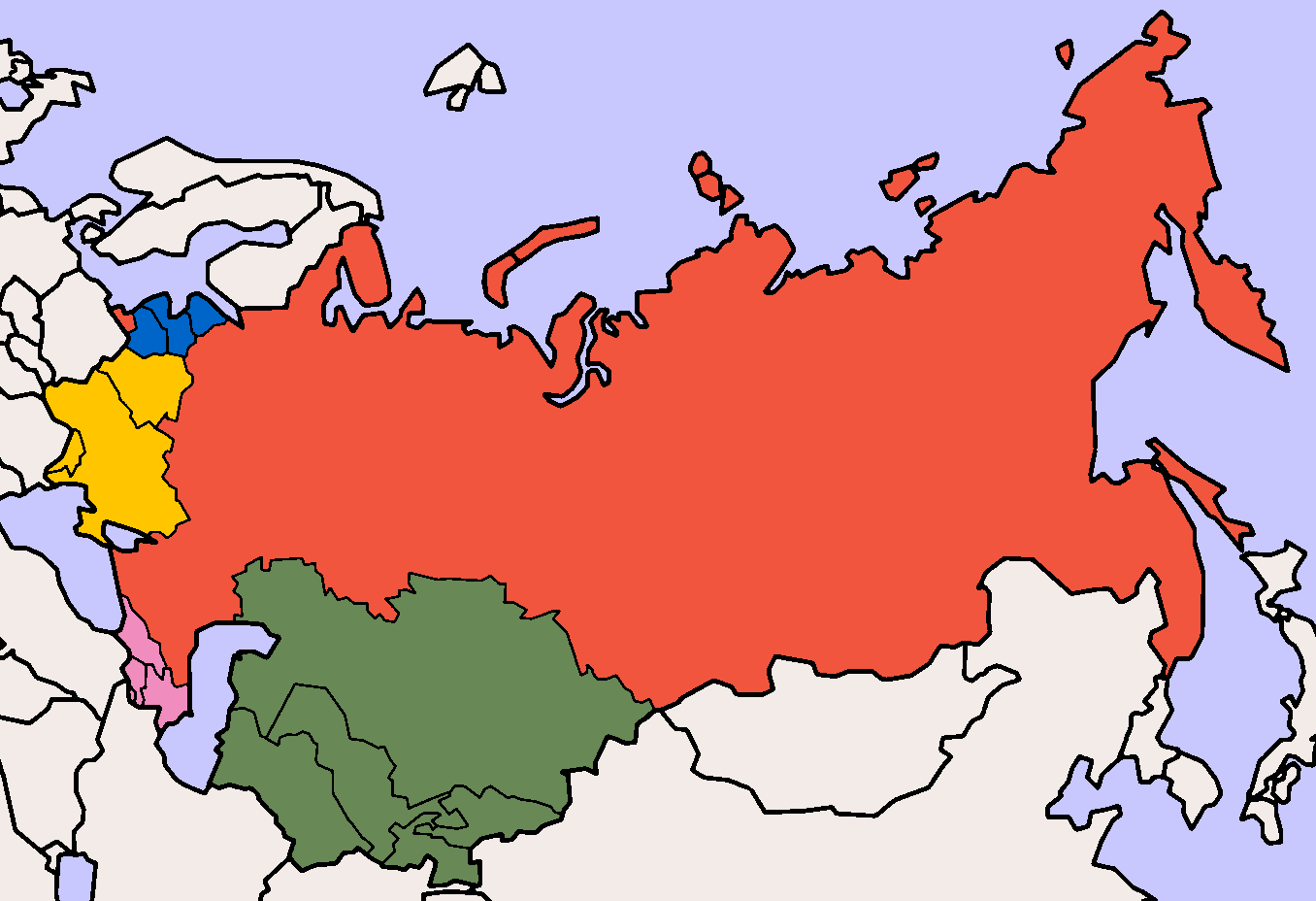
Raggruppamenti tipici degli Stati post-sovietici:
Russia
Asia centrale
Transcaucasia
Europa orientale
Paesi baltici

Gli Stati post-sovietici possono essere suddivisi in cinque raggruppamenti geografici in base alle caratteristiche territoriali e culturali che li accomunano.

### Russia
Lo Stato fondamentale dell'Unione Sovietica, attorno al quale andarono a unirsi le altre repubbliche socialiste.
- Russia

### Asia centrale
L'Asia centrale dell'Unione Sovietica è quella zona formata dai seguenti Stati:
- Kazakistan
- Kirghizistan
- Tagikistan
- Turkmenistan
- Uzbekistan

### Transcaucasia
La Transcaucasia è una regione geografica del Caucaso meridionale vicina alla Turchia costituita dai seguenti Stati:
- Armenia
- Azerbaigian
- Georgia

### Europa orientale
L'Europa orientale è la regione orientale dell'Europa delimitata a est dagli Urali e facente completamente parte del continente europeo. La regione è composta dai seguenti Stati:
- Bielorussia
- Moldavia
- Ucraina

### Paesi baltici
I Paesi baltici vennero governati dalla Confederazione polacco-lituana, dal Granducato di Lituania, dall'Ordine teutonico, dalla Danimarca, dalla Polonia e dalla Svezia per lunghi periodi della loro storia prima di essere incorporati nell'Impero russo nel XVIII secolo. Le Repubbliche baltiche, divenute indipendenti al termine della prima guerra mondiale, subirono nuovamente un'occupazione straniera da parte dell'Unione Sovietica, iniziata nel 1940, che non fu mai riconosciuta dagli Stati Uniti e dalla maggior parte degli Stati occidentali, a eccezione della Finlandia e della Svezia.
I Paesi baltici convenzionalmente non sono tutti quelli che si affacciano sul mar Baltico, ma solo:
- Estonia
- Lettonia
- Lituania

## Economia
Dopo il collasso dell'Unione Sovietica, gran parte delle ex repubbliche sovietiche adottarono il capitalismo come nuovo sistema economico. I collegamenti economici tra le repubbliche vennero rotti, il prodotto interno lordo in tutti gli ex Stati sovietici (eccetto quelli baltici, che erano occupati) crollò di circa il 40% nel 1991. Fu pesante anche l'effetto dell'inflazione. Nel 2004, solo i Paesi baltici, l'Armenia, la Bielorussia e il Kazakistan avevano raggiunto un livello del PIL maggiore di quello del 1991. Nella stessa Russia il fallimento del capitalismo inteso per migliorare la qualità della vita culminò nella crisi economica del 1998, che fu seguita da un ritorno della politica economica interventista del governo.
Variazione prodotto interno lordo (PIL) a prezzi costanti, 1991-2015
I seguenti valori sono espressi in percentuale.
| Area             | Nazione      | 1991* | 1996 | 2001  | 2006  | 2011  | 2015  | Anno di svolta** |
| ---------------- | ------------ | ----- | ---- | ----- | ----- | ----- | ----- | ---------------- |
| Europa orientale | Russia       | 100   | 63,1 | 74,5  | 103,3 | 118,3 | 119,8 | 1997             |
| Europa orientale | Ucraina      | 100   | 47,2 | 51,8  | 73,7  | 75,9  | 63,4  | 2000             |
| Europa orientale | Bielorussia  | 100   | 67,9 | 94    | 141,5 | 192,5 | 193,9 | 1996             |
| Europa orientale | Moldavia     | 100   | 45,2 | 45    | 62,5  | 74,5  | 83,2  | 1997             |
| Paesi baltici    | Estonia      | 100   | ?    | ?     | ?     | ?     | ?     | ?                |
| Paesi baltici    | Lettonia     | 100   | 67,8 | 92,9  | 143,1 | 130,1 | 145,8 | 1993             |
| Paesi baltici    | Lituania     | 100   | 64,6 | 81,5  | 119,8 | 123,9 | 139,6 | 1995             |
| Asia centrale    | Kazakistan   | 100   | 69,3 | 88,5  | 141,4 | 185,7 | 219   | 1996             |
| Asia centrale    | Kirghizistan | 100   | 58,9 | 76,1  | 89,6  | 114,4 | 133,9 | 1996             |
| Asia centrale    | Tagikistan   | 100   | 34,1 | 45,2  | 56    | 98,1  | 124,5 | 1997             |
| Asia centrale    | Turkmenistan | 100   | 68,4 | 107,7 | 215,5 | 351,8 | 515,5 | 1998             |
| Asia centrale    | Uzbekistan   | 100   | 82,9 | 102,6 | 137,5 | 208,4 | 281,2 | 1996             |
| Transcaucasia    | Armenia      | 100   | 63,3 | 84,2  | 154,7 | 172,5 | 202,6 | 1994             |
| Transcaucasia    | Azerbaigian  | 100   | 42,7 | 65,2  | 150,2 | 241,1 | 276,5 | 1996             |
| Transcaucasia    | Georgia      | 100   | 39,8 | 49,8  | 74,1  | 93,2  | 109,3 | 1995             |

*L'economia della maggior parte delle Repubbliche sovietiche iniziò a diminuire intorno al 1989-1990, per cui le cifre indicate per il 1991 non corrispondono ai massimi pre-riforma.
**L'anno in cui il PIL declinò, commutato alla crescita dello stesso.

### Prodotto interno lordo al 2017
Le cifre riportate sono espresse in miliardi di dollari americani.
| Nazione      | PIL   | PIL pro capite |
| ------------ | ----- | -------------- |
| Armenia      | 11,54 | 3.936,80       |
| Azerbaigian  | 40,75 | 4.131,62       |
| Bielorussia  | 54,44 | 5.726,03       |
| Estonia      | 25,92 | 19.704,66      |
| Georgia      | 15,16 | 4.078,25       |
| Kazakistan   | 159,4 | 8.837,46       |
| Kirghizistan | 7,565 | 1.219,82       |
| Lettonia     | 30,26 | 15.594,29      |
| Lituania     | 47,17 | 16.680,68      |
| Moldavia     | 8,128 | 2.289,88       |
| Russia       | 1578  | 10.743,10      |
| Tagikistan   | 7,146 | 800,97         |
| Turkmenistan | 42,36 | 7.355,83       |
| Ucraina      | 112,2 | 2.639,82       |
| Uzbekistan   | 48,72 | 1.504,23       |

## Organizzazioni internazionali

### Organizzazioni di soli Stati post-sovietici
| Nazione      | CSI       | CSTO      | EURASEC     | Unione Statale |
| ------------ | --------- | --------- | ----------- | -------------- |
| Armenia      | 1991      | 1992      | Osservatore | -              |
| Azerbaigian  | 1991      | 1994-1999 | -           | -              |
| Bielorussia  | 1991      | 1992      | 2001        | 1996           |
| Estonia      | -         | -         | -           | -              |
| Georgia      | 1993-2008 | 1994-1999 | -           | -              |
| Kazakistan   | 1991      | 1992      | 2001        | -              |
| Kirghizistan | 1991      | 1992      | 2001        | -              |
| Lettonia     | -         | -         | -           | -              |
| Lituania     | -         | -         | -           | -              |
| Moldavia     | 1991      | -         | Osservatore | -              |
| Russia       | 1991      | 1992      | 2001        | 1996           |
| Tagikistan   | 1991      | 1992      | 2001        | -              |
| Turkmenistan | 1991-2005 | -         | -           | -              |
| Ucraina      | 1991-2014 | -         | Osservatore | -              |
| Uzbekistan   | 1991      | 1994-2012 | 2006        | -              |

#### Comunità degli Stati Indipendenti (CSI)
La Comunità degli Stati Indipendenti è formata da 9 dei 15 Stati post-sovietici: non fanno parte, per loro volontà, Estonia, Lituania e Lettonia mentre Turkmenistan, Ucraina e Georgia si sono ritirate dopo aver aderito. Alcuni credono che questa organizzazione sia stata creata per "permettere un divorzio civile" tra le repubbliche ma i suoi membri da allora hanno firmato un documento che promuove una cooperazione più stretta.

#### Organizzazione del trattato di sicurezza collettiva (CSTO)
L'Organizzazione del trattato di sicurezza collettiva è composta da 7 dei 9 membri della CSI, esclusi Georgia, Azerbaigian e Uzbekistan. L'organizzazione si occupa della difesa reciproca tra i vari Stati costituenti. L'organizzazione, pur se fondata da Stati dell'ex Unione delle Repubbliche Socialistiche Sovietiche è aperta all'adesione di altri Stati, gode dello status di osservatore all'Assemblea Generale delle Nazioni Unite e ha concluso un accordo di cooperazione nel mantenimento della pace con l'Organizzazione delle Nazioni Unite.

#### Comunità economica euroasiatica (EURASEC)
La Comunità economica eurasiatica fu istituita da Russia, Bielorussia, Kazakistan, Kirghizistan e Tagikistan. L'Ucraina la Moldavia e l'Armenia hanno lo status di osservatori nella comunità, anche se l'Ucraina ha dichiarato di non voler diventare uno Stato membro. Dato che uno dei prerequisiti per la piena partecipazione è l'avere i propri confini nazionali in comune con la comunità, la Moldavia quindi non può prendere parte all'organizzazione. Nell'ottobre 2005 l'Uzbekistan chiese di poter partecipare alla comunità, quando iniziò il processo di unione della CACO e della Comunità economica euroasiatica. Il 25 gennaio 2006 si unì all'organizzazione.

#### Unione statale di Russia e Bielorussia
L'Unione statale di Russia e Bielorussia fu fondata originariamente il 2 aprile 1996, con il nome di "Comunità di Russia e Bielorussia", prima di venire ulteriormente rafforzata il 3 aprile 1997. L'input alla fondazione fu dato dal Presidente della Bielorussia Aljaksandr Lukašėnka. Sulla carta, l'Unione di Russia e Bielorussia intende perseguire una maggiore integrazione, oltre il traguardo della cooperazione, includendo l'introduzione del rublo russo come valuta comune.

### Organizzazioni cui partecipano Stati post-sovietici

#### ONU
L'Organizzazione delle Nazioni Unite coinvolge tutti gli Stati post-sovietici.

#### UE
L'Unione europea coinvolge dal 1º maggio 2004 le tre repubbliche baltiche Estonia, Lettonia e Lituania.

#### NATO
La NATO coinvolge dal 29 marzo 2004 le tre repubbliche baltiche Estonia, Lettonia e Lituania; inoltre, Georgia e Ucraina ne sono osservatori.

#### GUAM
GUAM Organizzazione per la democrazia e lo sviluppo economico è un'organizzazione regionale del 2001, i cui membri effettivi sono quattro paesi post-sovietici (Georgia, Ucraina, Azerbaigian e Moldavia). Turchia e Lettonia sono, invece, Stati osservatori.

#### Organizzazione di cooperazione economica
L'Organizzazione di cooperazione economica fu fondata in origine nel 1985 da Turchia, Iran e Pakistan, ma nel 1992 l'organizzazione si espanse per includere l'Afghanistan e le sei repubbliche musulmane ex-sovietiche: Azerbaigian, Kazakistan, Kirghizistan, Tagikistan, Turkmenistan e Uzbekistan.

#### Comunità di Scelta Democratica (CDC)
La Comunità di Scelta Democratica fu istituita nel dicembre 2005 su proposta di Ucraina e Georgia e conta sei Stati membri post-sovietici (Ucraina, Georgia, Moldavia e i tre Paesi baltici: Estonia, Lettonia e Lituania), oltre a tre altre nazioni dell'Europa orientale: Slovenia, Romania e Repubblica di Macedonia. Come il GUAM prima di esso, questo forum ha lo scopo di contrastare l'influenza russa nella regione. Questo è l'unico forum internazionale centrato nello spazio post-sovietico al quale partecipano anche le repubbliche baltiche. In aggiunta, gli altri tre Stati dell'organizzazione sono tutti membri del GUAM. Il suo principale obiettivo è la promozione della democrazia, dei diritti dell'uomo e dello Stato di diritto, contrastando l'ingerenza russa ove si verifichi.

#### Organizzazione per la Cooperazione di Shanghai (SCO)
L'Organizzazione per la Cooperazione di Shanghai è composta dalla Cina e da cinque Stati post-sovietici: Russia, Kazakistan, Kirghizistan, Tagikistan e Uzbekistan. L'organizzazione è stata fondata nel 2001, anche se il suo predecessore, il gruppo Shanghai Cinque, è esistita sin dal 1996. Lo scopo dell'organizzazione è principalmente in materia di cooperazione economica e di sicurezza.

### Altre organizzazioni regionali
Gli Stati post-sovietici sono anche membri delle seguenti organizzazioni nelle regioni dei Balcani e del mar Nero:
- Accordo centroeuropeo di libero scambio (CEFTA) con la Moldavia
- Patto di Stabilità per l'Europa orientale (SP per SEE) con la Moldavia
- Processo di Cooperazione dell'Europa sud-orientale (SEECP) con la Moldavia
- Iniziativa Cooperativa dell'Europa sud-orientale (SECI) con la Moldavia
- Iniziativa centro europea (CEI) con Moldavia, Ucraina e Bielorussia
- Organizzazione della cooperazione economica del mar Nero (BSEC) con Russia, Georgia, Ucraina, Azerbaigian, Moldavia e Armenia

### Organizzazioni non più esistenti
- Organizzazione della cooperazione centro-asiatica (CACO)

## Libertà di stampa
Riguardo alle libertà politiche all'interno delle ex repubbliche sovietiche, i Paesi sono divisi come segue:
- Estonia, Lettonia, Lituania e Ucraina sono nazioni "libere", ormai fortemente orientate verso i paesi occidentali (nella lista del 2005 l'Ucraina era registrata come parzialmente libera)
- Armenia, Georgia, Kirghizistan e Moldavia sono nazioni "parzialmente libere"
- Russia, Bielorussia, Azerbaigian e le quattro nazioni dell'Asia centrale (Uzbekistan, Turkmenistan, Tagikistan, e Kazakistan) sono registrate come "non libere", mentre il Turkmenistan in particolare si è posizionata all'ultimo posto ed è stata segnalata come uno degli otto regimi più repressivi dell'anno.

In modo simile, il Worldwide Press Freedom Index, pubblicato da Reporter senza frontiere, ha registrato nel 2016, 179 paesi secondo la libertà di stampa:
| Nazione      | Posizione | Punteggio | Situazione    |
| ------------ | --------- | --------- | ------------- |
| Armenia      | 74        | 28,79     | Discreta      |
| Azerbaigian  | 163       | 57,89     | Grave         |
| Bielorussia  | 157       | 54,32     | Insufficiente |
| Estonia      | 14        | 14,31     | Ottima        |
| Georgia      | 64        | 27,96     | Discreta      |
| Kazakistan   | 160       | 54,55     | Insufficiente |
| Kirghizistan | 85        | 30,16     | Discreta      |
| Lettonia     | 24        | 17,38     | Buona         |
| Lituania     | 35        | 19,95     | Buona         |
| Moldavia     | 76        | 28,83     | Discreta      |
| Russia       | 148       | 49,03     | Insufficiente |
| Tagikistan   | 150       | 50,34     | Insufficiente |
| Turkmenistan | 178       | 83,44     | Grave         |
| Ucraina      | 107       | 32,93     | Discreta      |
| Uzbekistan   | 166       | 61,15     | Grave         |

È stato notato che diversi Stati post-sovietici non hanno cambiato leadership a partire dalla loro indipendenza, come Islom Karimov in Uzbekistan e Nursultan Nazarbaev in Kazakistan. Tutti questi avevano in origine mandati a termine, ma attraverso decreti o referendum prolungarono la loro permanenza in carica (una pratica seguita anche dal Presidente della Bielorussia Aljaksandr Lukašėnka). Askar Akayev del Kirghizistan ha svolto in modo simile la carica di Presidente a partire dall'indipendenza della nazione finché è stato obbligato a dimettersi a seguito della rivoluzione del 2005. Saparmyrat Nyýazow in Turkmenistan ha governato dall'indipendenza fino alla morte nel 2006, creando un culto della personalità intorno a se stesso.
Il problema della successione dinastica è stato un altro elemento che ha affetto le politiche di alcuni Stati post-sovietici, con İlham Əliyev che è divenuto Presidente dell'Azerbaigian dopo la morte del padre Heydər Əliyev, e teorie sui figli di alcuni leader dell'Asia centrale che sono Stati scelti per la successione. La partecipazione del figlio e della figlia di Akayev nelle elezioni parlamentari kirghize del 2005 ha suscitato paure di successione dinastica, e potrebbe aver contribuito al clima anti-Akayev che ha portato al suo rovesciamento.

## Insorgenze politiche

### Rivoluzioni colorate
Dal 2003 in alcuni Stati post-sovietici si verificarono, dopo elezioni fortemente contestate, alcune pacifiche rivoluzioni colorate:
- la Rivoluzione delle rose in Georgia, che ha portato alla caduta di Eduard Shevardnadze;
- la Rivoluzione arancione in Ucraina, che ha portato al potere Viktor Juščenko;
- la Rivoluzione dei tulipani in Kirghizistan, che ha portato alle dimissioni di Askar Akayev.

### Problemi con le popolazioni russe
In Bielorussia, Kazakistan e Kirghizistan è stato mantenuto il russo come lingua ufficiale, ma negli altri Stati post-sovietici questa ha perso il suo status dopo la fine dell'Unione Sovietica. Nei Paesi baltici i russi locali sono considerati come "occupanti", questo in risposta alla pesante occupazione sovietica subita per quasi cinquant'anni e la forzata russificazione nel passato che ha aumentato il nazionalismo in questi Stati. Non volendo imparare le lingue locali, agli slavi è stata negata la cittadinanza automatica dopo la dissoluzione dell'Unione Sovietica.

## Conflitti separatisti
Gli Stati post-sovietici hanno avuto a che fare con desideri separatisti dei territori con differenti caratteristiche etniche o religiose, diverse da quelle della maggioranza della popolazione dello Stato. Le nazioni in cui sono insorte delle regioni separatiste sono:

### Azerbaigian
Dal 20 febbraio 1992 al 16 maggio 1994 l'Azerbaigian ha combattuto la prima guerra del Nagorno Karabakh (oggi Repubblica dell'Artsakh) culminata con l'Accordo di Biškek che ha reso de facto la regione uno Stato indipendente. Le tensioni sono rimaste comunque alte e tra il 2 e il 5 aprile 2016 si è consumata la guerra dei quattro giorni, il cui termine è giunto con un accordo di cessate-il-fuoco mediato dalla Russia con l'appoggio degli Stati Uniti. Nel 1993 la Repubblica autonoma Talysh-Mugan è stata velocemente abbattuta dopo l'ascesa di Heydər Əliyev. Il suo leader, il colonnello Alakram Alekper Gumbatov fu arrestato; la regione è oggi integrata nell'Azerbaigian, ma è divisa in rajony separati e non ha autonomia. Anche la Repubblica Autonoma di Naxçıvan, exclave azera, ha cercato di ottenere una maggiore autonomia, che in seguito le è stata concessa.

### Cecenia
La Cecenia dopo la dissoluzione dell'Unione Sovietica si sollevò per cercare di ottenere una maggiore autonomia e successivamente l'indipendenza politica: la Russia dovette affrontare i separatisti nella prima guerra cecena, combattuta tra Russia e Cecenia dal 1994 al 1996 che terminò con la dichiarazione d'indipendenza la nascita della Repubblica cecena di Ichkeria cui seguì un secondo conflitto nel 1999 in territorio ceceno da parte dell'esercito russo, per riottenere il controllo dei territori conquistati dai separatisti ceceni che terminò col ripristino del governo federale russo nel 2005 e la fine delle ostilità nel 2009.

### Georgia
La Georgia ha dovuto affrontare una guerra civile causata dai propositi separatisti dell'Abcasia e dell'Ossezia del Sud. Tra il 5 gennaio 1991 e il 24 giugno 1992 si combatté una prima guerra in Ossezia del Sud, dopodiché la Georgia accettò un cessate il fuoco imposto dalla Russia; tra il 7 e il 16 agosto 2008 scoppiò una seconda guerra nel medesimo territorio che lo rese de facto uno Stato indipendente. Dal 1991 al 1993 la Georgia ha dovuto combattere anche un'ulteriore conflitto che ha portato all'indipendenza de facto dell'Abcasia. La Georgia è stata anche protagonista di una delle rivoluzioni colorate, la Rivoluzione delle rose, che ha portato alla caduta di Eduard Shevardnadze e a una crisi in Agiaria, poi risolta dopo la decisione di aumentarne l'autonomia.

### Moldavia
La Moldavia ha dovuto combattere dal 2 marzo al 21 luglio 1992 la guerra di Transnistria, un conflitto su scala limitata conclusosi con l'indipendenza de facto della regione della Transnistria. Nel 1994 anche la regione della Gagauzia ha richiesto e ottenuto una maggiore autonomia, pur rimanendo fedele allo Stato moldavo.

### Tagikistan
Tra il marzo 1992 e il 27 giugno 1997 una guerra civile in Tagikistan fece sì che la città di Garm e la Regione Autonoma di Gorno-Badachshan riuscissero a ottenere una maggiore autonomia.

### Ucraina
Il 21 novembre 2013, dopo le proteste dell'Euromaidan, sono insorte diverse regioni separatiste filorusse. Dal 23 febbraio al 19 marzo 2014 è scoppiata una crisi nella penisola della Crimea, la cui popolazione è per maggioranza di etnia russa, che ha portato alla separazione della penisola dal resto dell'Ucraina con la costituzione della Repubblica autonoma di Crimea entrata a far parte poco dopo della Federazione Russa. Il 6 aprile 2014 è scoppiata la guerra dell'Ucraina orientale quando alcuni manifestanti armati, si sono impadroniti di alcuni palazzi governativi delle regioni di Donec'k, Luhans'k e Charkiv proclamando l'indipendenza della Repubblica Popolare di Doneck e della Repubblica Popolare di Lugansk, poi federate nella Nuova Russia il 24 maggio 2014 fino al suo scioglimento avvenuto il 20 maggio 2015.